# Surinam i olympiska sommarspelen 1988
Surinam deltog i de olympiska sommarspelen 1988 med en trupp bestående av sex deltagare, och landet tog sin första medalj någonsin i dessa spel.

## Cykling
Herrarnas linjelopp
- Realdo Jessurun

Herrarnas förföljelse
- Realdo Jessurun

## Friidrott
Herrarnas 800 meter
- Tommy Asinga

Damernas 100 meter
- Yvette Bonapart

Damernas 200 meter
- Yvette Bonapart

Damernas 800 meter
- Letitia Vriesde

Damernas 1 500 meter
- Letitia Vriesde

## Judo
Herrarnas extra lättvikt
- Mohamed Madhar